# ألفرد إيمانويل سميث الرابع
ألفرد إيمانويل سميث الرابع (بالإنجليزية: Alfred E. Smith IV)‏ هو تاجر أسهم أمريكي، ولد في 24 مايو 1951.